# Зайцево (Краснослободський район)
За́йцево (рос. Зайцево, мокш. Зайця, ерз. Сайця) — село у складі Краснослободського району Мордовії, Росія. Входить до складу Єфаєвського сільського поселення.
Населення — 124 особи (2010; 174 у 2002).
Національний склад (станом на 2002 рік):
- мокшани — 91 %